# SN 2007gz
SN 2007gz – supernowa typu II odkryta 20 sierpnia 2007 roku w galaktyce A224802+2315. W momencie odkrycia miała maksymalną jasność 19,60m.